# Ludotecnia
Ludotecnia C.B. es una editorial española fundada en Bilbao por José Félix Garzón e Igor Arriola en 1990 y especializada en el diseño, creación y publicación de juegos de rol. Es actualmente la editorial española de juegos de rol más antigua todavía existente en el mercado, pues las tres editoriales españolas que la precedieron en la publicación de esa clase de juegos (Dalmau Carles Pla, Joc Internacional y Diseños Orbitales) acabaron las tres por desaparecer. Ludotecnia es además una editorial pionera en el dominio de los juegos de rol en España, con la publicación, en abril de 1991, del segundo juego de rol de autoría española: Mutantes en la sombra (el primero fue Aquelarre, publicado por Joc Internacional en noviembre de 1990).

## Línea editorial
Ludotecnia se caracteriza por editar exclusivamente juegos de autoría propia. En lugar de traducir juegos de rol ya existentes, como hicieron esencialmente sus predecesoras (con la excepción de Aquelarre, primer juego de rol autóctono español, publicado por Joc Internacional) todos los proyectos de juego de rol de Ludotecnia han sido y son llevados a cabo de forma totalmente independiente e innovadora, tanto en lo referente a la concepción de sistemas de juego como a la creación de ilustraciones o la maquetación de manuales y suplementos. Por ejemplo los sistemas de juego de los juegos de rol de Ludotecnia han sido concebidos todos por los autores mismos de los juegos de la editorial: el de Mutantes en la sombra (1991) fue diseñado por José Félix Garzón, Carlos Monzón el de Ragnarok (1992), y  ¡Piratas! (1994) por Juan Antonio Romero Salazar, autor de la idea del juego y desarrollo del mismo.
En cuanto al formato de sus libros, y contrariamente a Joc Internacional, que publicaba casi sistemáticamente sus libros de rol en formato de «tapa dura», Ludotecnia ha optado siempre por libros de papel grueso encuadernados en rústica o por innovar en sus formatos.

## Historia
Ludotecnia C.B. (Comunidad de Bienes) fue fundada por Igor Arriola, José Félix Garzón y Julia López en 1990 con la intención de publicar Mutantes en la sombra. El juego fue publicado en abril de 1991. En 1992 publicaría (Ragnarok). Estos juegos conocieron un éxito suficiente como para que la editorial creara y publicara para cada uno de ellos una serie de suplementos y aventuras de juego.
En 1991 el ilustrador del primer producto editorial de Ludotecnia, Mutantes en la sombra, fue Roberto Landeta, pero a finales de ese año se integró a la plantilla un nuevo ilustrador: José Antonio Tellaetxe Isusi, quien sería el encargado de ilustrar y diseñar todos los productos de la editorial desde 1992 hasta la actualidad.
En 1994 Ludotecnia C.B. desaparece como entidad jurídica pero no como editorial pues es José Antonio Tellaetxe Isusi quien se hace cargo de la marca y de sus gamas de productos. El nombre «Ludotecnia» adquiere entonces estatus de sinónimo del editor «Tellaeche Isusi, José Antonio». Bajo la dirección de Tellaetxe se publicarían ¡Piratas! (1994, primer juego de rol de piratas creado en España), la segunda edición de Ragnarok (1995), Mutantes G2 (segunda edición de Mutantes en la sombra, 1997), Quidam (2004) y a partir de 2011 los juegos de la colección «Cliffhanger».

## Juegos de rol publicados
- Mutantes en la sombra (1ª edición, 1991)
- Ragnarok (1ª edición, 1992)
- ¡Piratas! (1994)
- Ragnarok (2ª edición, 1995)
- Mutantes G2 (2ª edición de Mutantes en la sombra, 1997)
- Quidam (2004)
- ¡Gañanes! (juego de rol de la colección «Cliffhanger», 2011)
- Dogfight (juego de rol de a la colección «Cliffhanger», 2011)

## Proyectos
Los siguientes títulos correspoden a los proyectos de juego de rol en los que Ludotecnia trabaja actualmente:
- ¡Al abordaje!
- SS Hospital
- Steam Wars
- Equinocce
- El peregrino
- Mutantes (3ª edición)